# Isa Kremer
Pour les articles homonymes, voir Kremer.
Isa Kremer, née le 21 octobre 1887 à Belz alors dans le royaume de Galicie et de Lodomérie (Autriche-Hongrie), morte le 7 juillet 1956 à Córdoba en Argentine, est une chanteuse lyrique (soprano) et folklorique.

## Biographie
Née dans une famille juive relativement aisée, Isa Kremer est éduquée dans une école orthodoxe russe. Adolescente, elle écrit des poèmes révolutionnaires, ce qui lui donne l'occasion de rencontrer le directeur d'un journal d'Odessa, Israel Heifetz. Ce dernier paye ses études musicales en Italie. Elle débute ainsi une carrière comme chanteuse d'opéra en Italie en 1911, puis chante en Russie. Elle épouse Israel Heifetz vers 1912. À l'instigation du poète Chaim Nachman Bialik, elle se met à chanter des chansons traditionnelles en yiddish, première femme à le faire sur scène.
Avec la Révolution russe de 1917, Isa Kremer se réfugie à Istanbul, puis vit, avec sa fille Toussia née en 1917, en Pologne, à Berlin, et à Paris. Un temps emprisonné en Russie, son époux la rejoint à Paris. Le couple se sépare par la suite. Les tournées qu'elle effectue à travers l'Europe durant les années 1920 et 1930 la confrontent à l’antisémitisme. Elle chante pour la première fois aux États-Unis en 1922, et émigre dans ce pays en 1924. Elle s'installe en 1938 en Argentine, où elle épouse le psychiatre Gregorio Bermann. Elle chante alors pour soutenir les victimes du nazisme et les ouvriers en grève, en collaboration avec la républicaine espagnole en exil María Teresa León. Elle est victime de la censure sous la dictature de Juan Perón, durant les années 1940-1950.
Isa Kremer a chanté en tout dans vingt-quatre langues différentes.

### Filmographie
- 2000 : Isa: The People's Diva, de Nina Baker Feinberg et Ted Schillinger.